# نافال
نادي نافال 1 مايو لكرة القدم (بالبرتغالية:Associação Naval 1º de Maio) نادي كرة قدم برتغالي يلعب في دوري الدرجة الأولى . تم تأسيس النادي في سنة 1893 .